# Colegio Mayor Santa María de Europa
El Colegio Mayor Universitario Santa María de Europa es un Colegio mayor, que se encuentra entre los cinco de fundación directa de la Universidad Complutense de Madrid (UCM), junto con el CMU Ximénez de Cisneros, el Diego de Covarrubias, el Elio Antonio de Nebrija y el Teresa de Jesús. Está ubicado en la calle de Cea Bermúdez, del barrio de Arapiles, en el distrito de Chamberí (Madrid) y lleva albergando desde 1947 generaciones de estudiantes universitarios.

## Armas

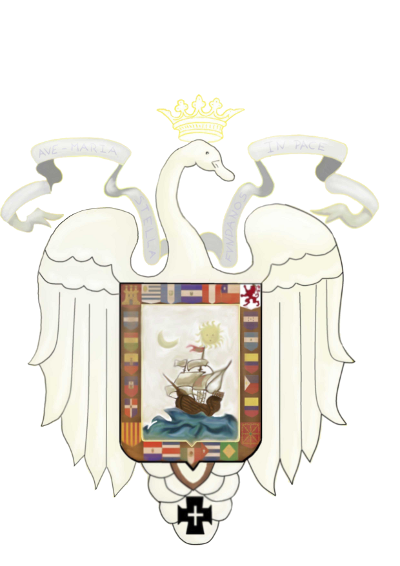
Escudo C.M.U. Santa María de Europa

Las armas constan de un escudo inglés, en cuyo interior se representa una carabela, bajo el sol y la luna, con tres palos y tres velas desplegadas, además de un gallardete gules. El escudo está soportado por un cisne de plata con las alas desplegadas, rematado por una corona ducal, realzada con ocho florones en forma de hoja de apio (de los cuales cinco son visibles), con pedrería y sin diademas. Rodea al cisne una cinta de plata con letras que rezan “ave maria stella” en la diestra y “fundanos in pace” en la siniestra. Bajo el escudo cuelga una cruz patada de plata bordeada de sable.

## Funcionamiento
En el Santa María de Europa se llevan a cabo una serie de actividades tanto culturales como deportivas. Los encargados de organizar dichas actividades es la junta rectora, que se divide en dirección y decanatos. 

### Dirección
este grupo se subdivide en:

#### Subdirector
Es la persona encargada de la supervisión del buen funcionamiento del Mayor, por lo que lleva junto al Director, la coordinación de los decanatos, supervisando de esta manera que todos los colegiales estén cómodos en el colegio. Reparte las habitaciones en el colegio mayor según los estudios y las provincias de cada nuevo colegial, para que estos se integren de una manera correcta en el colegio.
Además es la encargada de la supervisión de redes, junto al decano de prensa, para Instagram, y al decano de video, para YouTube. 
Es la que se pone en contacto tanto como con gerencia, con la gobernanta y con asuntos económicos, llevando los gastos, facturas y demás temas económicos con los responsables de la complutense.
Por último, es la encargada de informar al colegio de cada acto, problema o soluciones que se vayan a llevar a cabo.
Junto al decano de interior, las fiestas que son de gran envergadura para el mayor, como es la fiesta de Navidad, y la fiesta de primavera.

#### Jefes de estudios
Cada curso colegial, se designan dos jefes de estudio, que se reparten las siguientes tareas:
Ayudar, supervisar y organizar al resto de colegiales en sus labores.
Gestionar y solucionar cualquier obstáculo o contratiempo junto al subdirector como dirección del mayor.
Organizar las ponencias del mayor y buscar a los conferenciantes.
Realizar entrevistas a colegiales para ver su situación académica, colegial y personal.
Gestión del concesionario del bar y trato con la empresa
Organización y ejecución de la gala común de certámenes de cortometrajes, videojuegos, literatura y fotografía.

#### Adjuntos a dirección
Cada curso colegial, se designan entre dos y tres, se repartirán las siguientes tareas:
Gestionar todos los asuntos relacionados con el COVID-19.
Redactar mensualmente una newsletter con las actividades realizadas durante ese mes haciendo llegar esta a los trabajadores de la Complutense, a cada uno de los Colegios Mayores de Madrid y a nuestros excolegiales.
Organización de conferencias educativas y culturales.
Jornadas de antiguos colegiales enfocadas al futuro laboral.
Contacto y creación de redes con excolegiales y la recuperación de bases de datos históricos, material audiovisual, digitalización de fotos, carteles, vigías, etc.
Organización de aniversarios del mayor.
Redacción de las actas de la junta.
Apoyo al director en funciones y proyectos.

### Junta rectora
Los decanatos son agrupaciones de colegiales presididas por el correspondiente decano y las diversas comisiones formadas en ella. Entre los decanatos actuales encontramos:

#### Decanato de interior
Además de ser el encargado de coordinar todo lo relacionado con el comedor y la biblioteca, el decanato de interior es el responsable de organizar todo tipo de eventos de gran envergadura de carácter tanto cultural como lúdico enfocados todos a fortalecer las relaciones entre los colegiales así como favorecer y facilitar la integración de los colegiales de nuevo ingreso. Por ejemplo es el encargado de poner en marcha la cena de Navidad o la fiesta de primavera.
Por otra parte, este decanato se encarga de dirigir todo aquello relacionado con la conciencia medioambiental dentro del mayor.
Dentro del decanato de interior se organizan también un conjunto de charlas, talleres y ciclos en torno a la educación feminista tanto con motivo del 25-N como por el Día Internacional de la Mujer.
Por último, es el responsable del Certamen de Fotografía que tiene lugar en el mayor desde el año 2011.

#### Decanato de eventos
Es el encargado de organizar, supervisar, organizar y decorar los eventos del Colegio Mayor, gracias a su trabajo podemos contar con artistas y grandes decorados en nuestros actos.

#### Decanato de prensa
El decanato se encarga de las publicaciones semanales de nuestra revista digital: el vigía, revista que escriben, supervisan y maquetan nuestros colegiales.
Otro proyecto que ha dado comienzo este año es el podcast La Pinta Habla, disponible en Spotify y YouTube.
Desde el decanato se coordinan diferentes salidas como son visitas a programas de televisión o actividades como una Gymkana en el barrio de las letras.
Otros proyectos puntuales que se llevan a cabo son la memoria gráfica colegial, con los datos y las fotos de todos los colegiales.
Por último, otros dos grandes proyectos como son el Certamen de Literatura, realizado desde el año 2005. Y el Vigía de Papel, esta es un resumen del curso colegial que cuenta todas las actividades, eventos y noticias.

#### Decanato de música
Este decanato se encarga de planificar y organizar cualquier tipo de evento o actividad que tenga que ver con la música y el sonido, como por ejemplo:
Búsqueda de artistas y planificación de conciertos.
Preparación, disposición y manejo de los equipos de música y sonido.
Organización de actividades relacionadas con la música: programas de radio, grabación de música, clases de canto e instrumentos...,
Además de la organización del Certamen del Cantautor, que tiene lugar desde el año 2002.

#### Decanato de video
Se encarga de grabar y dejar constancia digital, ya sea en forma de vídeo o de fotografía, de todos los eventos importantes que ocurren en nuestro Mayor. Además de la retransmisión en directo de todas las conferencias. Por último, es el encargado del Certamen de Cortos del mayor, desde el año 1998.

#### Decanato de informática
Se encarga del diseño de la página web, del buen funcionamiento de la impresora y de la sala de informática, también es el responsable de la zona de videojuegos del colegio mayor que cuenta con gafas de realidad virtual, Wii, PS4 y simuladores de conducción. También es el encargado de las distintas proyecciones que se hacen en el bar del foro.
A lo largo del año el decanato también organiza un Certamen de Videojuegos, desde el año 2021, y distintas actividades en el colegio relacionadas con sus competencias.

#### Decanato de deportes
Este decanato tiene las siguientes competencias:
Inscribir, organizar y supervisar todos los equipos deportivos que posee el colegio mayor y que participan en las respectivas ligas organizadas por la Asociación de Colegios Mayores de Madrid. Este año el colegio goza de 19 equipos. 
Supervisar el estado del material e instalaciones deportivas del colegio, y en caso de no estar en condiciones, renovarlo. 
Llevar a cabo el diseño anual de sudaderas del colegio. 
Organizar dos de los eventos deportivos más llamativos del año, intercomunidades e interpisos. 
Organizar el certamen de baile/danza, desde el año 2022.
Organizar salidas con un fin deportivo para colegiales como senderismo o escalada.
Organizar actividades dentro del colegio como torneos de billar, de dardos, futbolín…
Por último, inscribe al colegio en torneos intercolegiales organizados por otros colegios mayores, o incluso organizar uno propio del colegio.

## Certámenes

### Certamen de fotografía
Desde el año 2010, organizamos el Certamen de Fotografía con el fin de promover este arte entre los jóvenes y dar libertad a su creatividad. Las fotos deben de ser propias, entregadas en formato digital, con la máxima calidad posible y sin ser válidas aquellas fotografías presentadas en otras ediciones del certamen (aunque el participante en cuestión si que puede presentarse varias veces). 
Está permitida la edición de estas y la presentación de una fotografía y también una serie fotográfica.
Para las decisiones finales contamos con un jurado cualificado además de un voto del público que tendrá su propio premio aparte.

### Certamen literario
Desde el año 2005 se realiza en el mayor el Certamen Literario, certamen que tiene como objetivo promover la escritura y literatura entre los jóvenes universitarios. El certamen consta de tres categorías, narrativa, poesía y microrrelato de las que saldrán un total de cinco ganadores. Las bases son publicadas con cada edición.
Además el certamen es apoyado por patrocinadores y por un conocido jurado.
Este es uno de los certámenes que se celebra en la Gala de Certámenes del colegio.

### Certamen de cantautor
El Certamen de Cantautor tiene como propósito dar a conocer a jóvenes artistas, así como también defender el valor de la cultural y la música. Este se realiza durante tres días, siendo este último la gala final de donde se escogerá el ganador. 
Los requisitos que deben cumplir los participantes son no superar la edad de 35 años, no podrán participar aquellos artistas ganadores de ediciones anteriores ni los que tampoco hayan publicado un trabajo discográfico, y hay un máximo de 3 integrantes por grupo.

### Certamen de cortos
El Certamen de Cortometrajes del C.M.U. Santa María de Europa es una iniciativa cuyo objetivo es fomentar el cine y la creación de filmes entre estudiantes universitarios. Consta de dos categorías, una general y otra de animación y en ambas la temática del corto es libre, pero no debe sobrepasar los 12 minutos de duración.
Los cortos ganadores serán premiados con dinero para cada categoría, además de los premios adicionales que oferten los patrocinadores del certamen cada año.

### Certamen de videojuegos
El Certamen de Desarrollo de Videojuegos del C.M.U. Santa María de Europa es una oportunidad para aquellos desarrolladores que se acaben de iniciar y busquen tanto promocionar algunas de sus obras como promocionarse ellos mismos.
Consta de dos premios, uno a mejor juego  y otro a mejor animación. Estos premios serán una compensación económica y, en el caso de ganador a mejor juego, además tendrá la oportunidad de publicar el juego en Google Play y/o Steam, y premios de los patrocinadores.

### Certamen de danza
El Certamen de Danza Urbana del colegio mayor es una iniciativa para promover la cultura y a los bailarines, dándoles la oportunidad de subirse a un escenario ante un público joven. La actuación tendrá que durar entre 2 y 3 minutos. Los grupos deberán tener entre 3 y 8 integrantes. El estilo podrá ser cualquiera dentro del baile urbano.

## Localización
El colegio mayor está situado en una de las zonas más céntricas de Madrid, en concreto, en la calle Cea Bermúdez en el número 17; en esta vía hay dos bocas de metro: Islas Filipinas correspondiente a la línea 7 que pasa por otras paradas importantes como Guzmán el Bueno, Gregorio Marañón o Avd. de América. La otra parada es Canal correspondiente a la línea 2 que lleva a la zona más céntrica ya que una de las paradas es Sol (a tan solo 5 paradas de la boca de metro de nuestro Colegio). Asimismo existen paradas de autobús que llevan tanto a la zona de Ciudad Universitaria como al centro de Madrid.

## Colegiales ilustres
- Salustiano del Campo Urbano, sociólogo. Miembro de la Real Academia de las Ciencias Morales y Políticas. Miembro de la Academia Europea de Ciencias y Artes.
- Manuel Antonio Hermoso Rojas, político. Presidente del Gobierno de Canarias. Diputado de las Cortes Generales.
- José Miguel Ortí Bordás, político. Portavoz del PP en el Senado.
- Luis Sánchez-Harguindey Pimentel, médico y político. Gobernador civil.
- Jesús Sancho Rof, político. Director general de RTVE. Fundador y líder de la Federación Social Independiente.
- Vicente López Rosat, médico y político. Ex-alcalde de Valencia. Miembro de la Sociedad Española de Neuropsiquiatría.
- Rafael Conte Oroz, crítico literario, periodista y escritor. Crítico de El País.
- Eduardo Noriega Gómez, actor.
- Rodolfo Martín Villa, expresidente de Endesa y político clave durante la transición.